# Volta al País Basc 1928
La Volta al País Basc 1928 és la 5a edició de la Volta al País Basc. La cursa es disputà en quatre etapes, entre l'1 i el 5 d'agost de 1928, per a un total de 762 km.
En aquesta edició es van inscriure un total de 61 ciclistes, dels quals finalment en van prendre part 57 i l'acabaren 36 d'ells. El vencedor final fou el belga Maurice Dewaele, que s'imposà a André Leducq i Marià Cañardo.

## Etapes
| Etapa    | Data      | Recorregut                 | Km  | Vencedor de l'Etapa   | Líder de la general   |
| -------- | --------- | -------------------------- | --- | --------------------- | --------------------- |
| 1a etapa | 1 d'agost | Bilbao - Vitòria           | 174 | Ricardo Montero (ESP) | Ricardo Montero (ESP) |
| 2a etapa | 2 d'agost | Vitòria - Pamplona         | 150 | Maurice Dewaele (BEL) | Maurice Dewaele (BEL) |
| 3a etapa | 3 d'agost | Pamplona - Sant Sebastià   | 267 | André Leducq (FRA)    | Maurice Dewaele (BEL) |
| 4a etapa | 5 d'agost | Sant Sebastià - Las Arenas | 171 | Nicolas Frantz (LUX)  | Maurice Dewaele (BEL) |

## Classificació general
|    | Ciclista                   | Equip            | Temps        |
| -- | -------------------------- | ---------------- | ------------ |
| 1  | Maurice Dewaele (BEL)      | Alcyon-Dunlop    | 27h 18' 41"  |
| 2  | André Leducq (FRA)         | Alcyon-Dunlop    | + 12' 20"    |
| 3  | Marià Cañardo (ESP)        | Elvish           | + 12' 32"    |
| 4  | Julien Vervaecke (BEL)     | Armor            | + 20' 00"    |
| 5  | Ricardo Montero (ESP)      | Dilecta - Wolber | + 20' 22"    |
| 6  | Nicolas Frantz (LUX)       | Alcyon - Dunlop  | + 46' 06"    |
| 7  | Aimé Deolet (BEL)          | Automoto         | + 51' 28"    |
| 8  | Segundo Barruetabeña (ESP) |                  | + 1h 00' 52" |
| 9  | Valeriano Riera (ESP)      | Elvish           | + 1h 05' 57" |
| 10 | Joan Mateu (ESP)           |                  | + 1h 11' 08" |